# Chevrolet Cruze
Der Cruze ist ein Pkw-Modell der Kompaktklasse von Chevrolet. Er erschien bisher in zwei Generationen. Die erste wurde ab 2008 verkauft, die zweite ab 2014. Andere Verkaufsbezeichnungen für die erste Generation sind auch Daewoo Lacetti in Südkorea, Holden Cruze in Australien, die Stufenheckversion der zweiten Generation wurde in Australien als Holden Astra Sedan angeboten
Schon zuvor wurde auf bestimmten Märkten der Subaru Justy durch Badge-Engineering als Chevrolet Cruze vermarktet.
Seit 2025 wird der Chevrolet Monza aus China im Nahen Osten als Chevrolet Cruze verkauft.

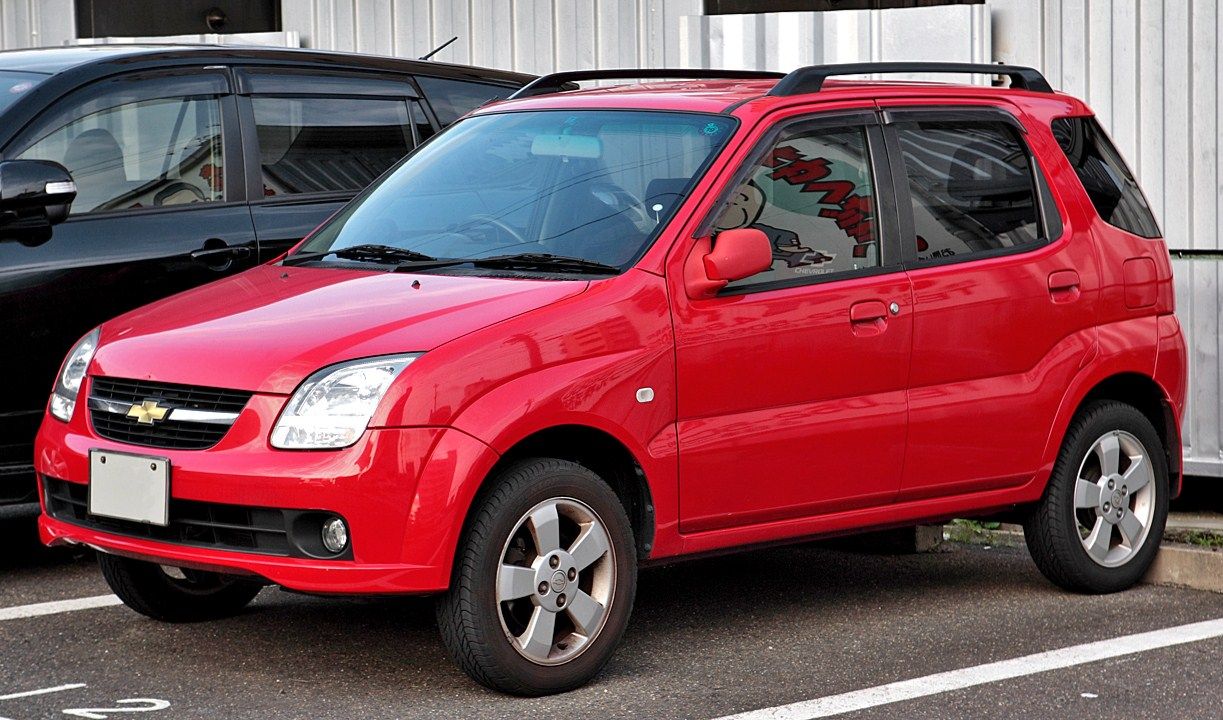
Subaru Justy mit Chevrolet-Kühlergrill
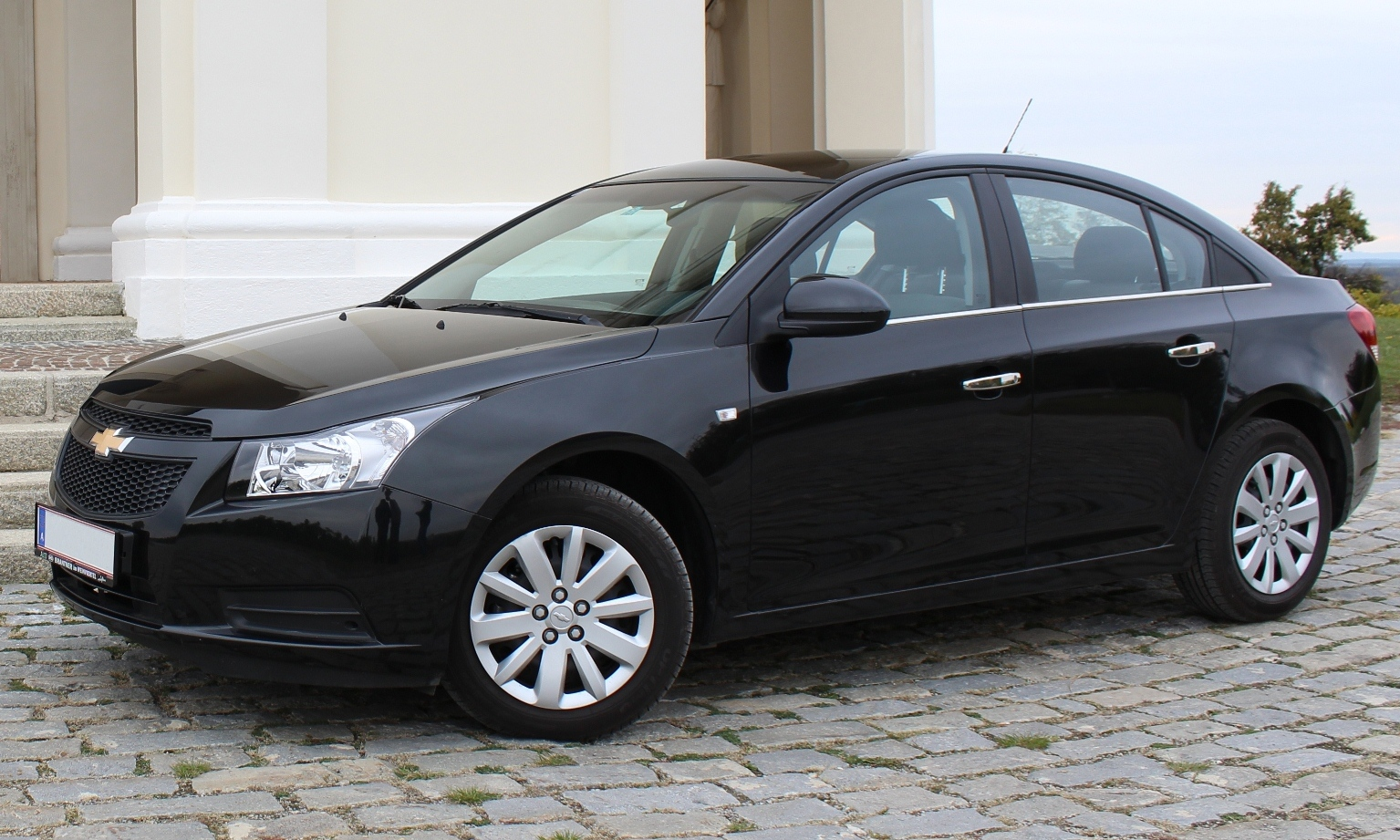
Chevrolet Cruze J300, 2008–2016
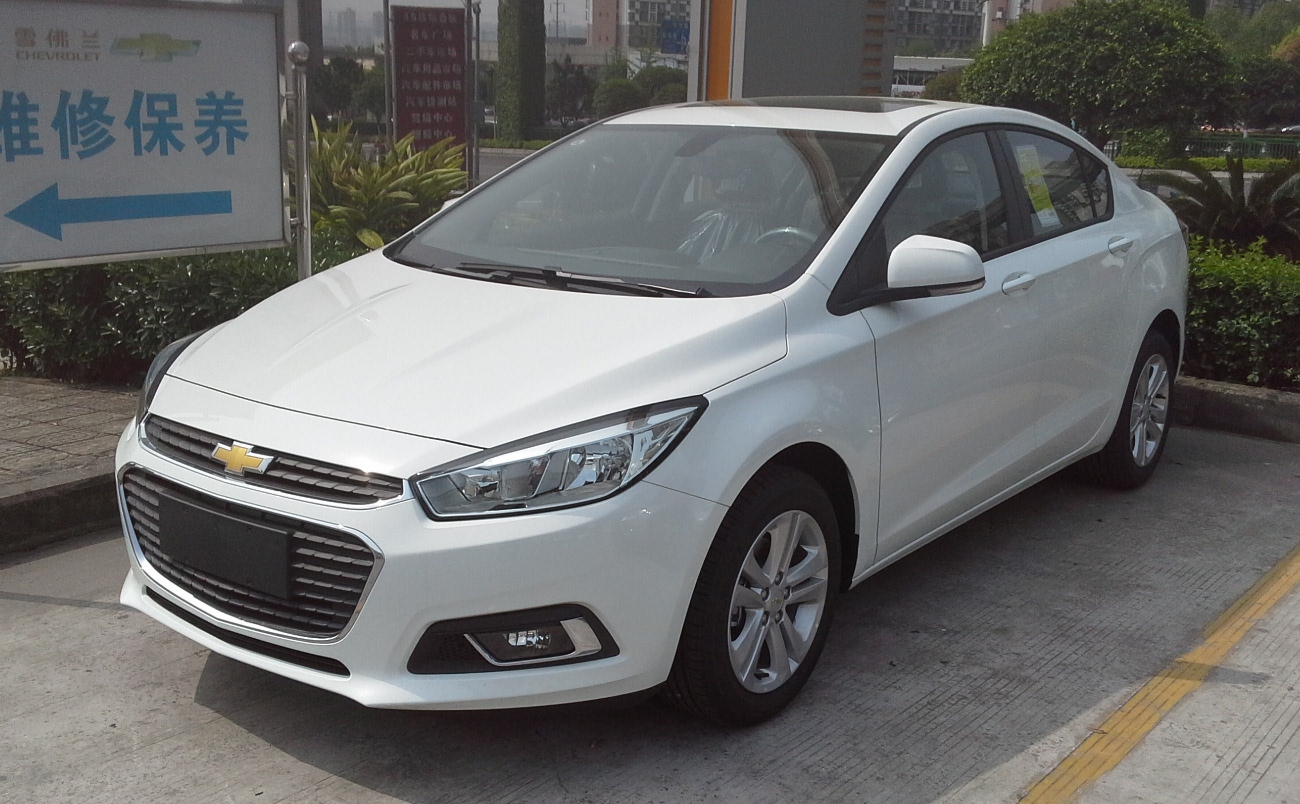
Chevrolet Cruze J400, China, 2014–2016
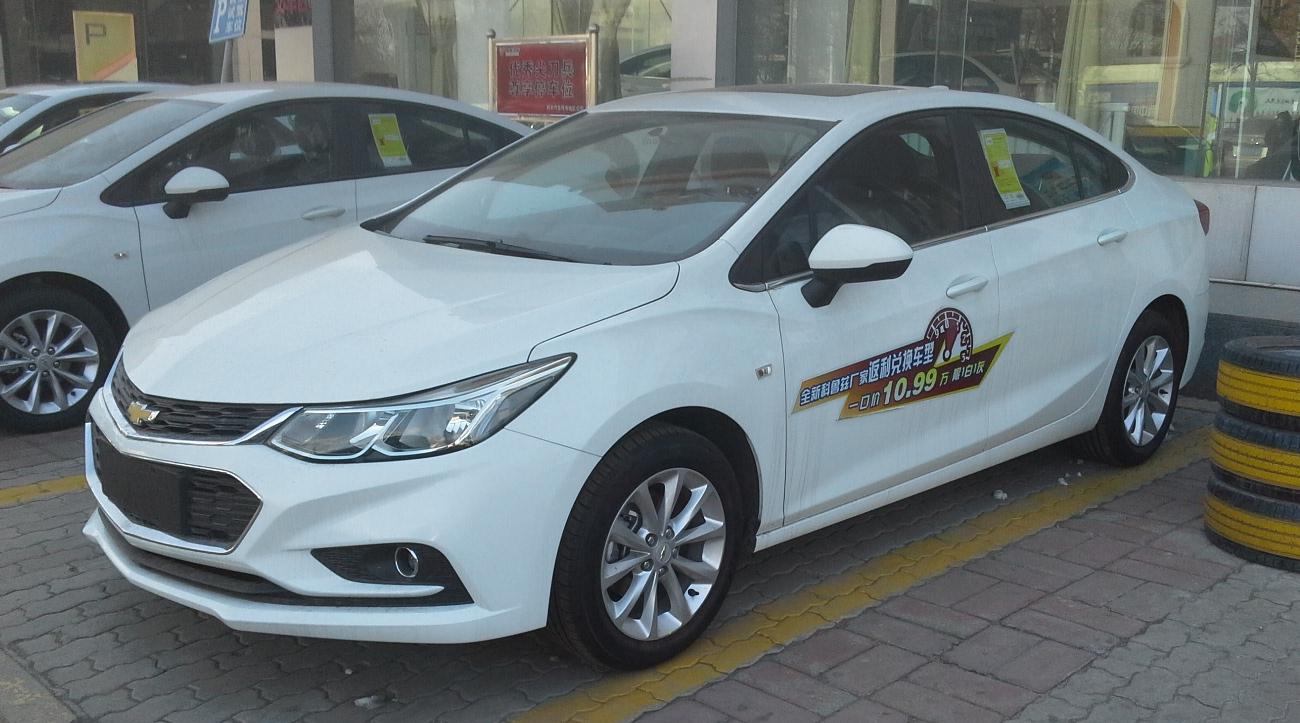
Chevrolet Cruze J400, internationale Version, 2015–2023